# 梭羅碥摩崖造像
梭羅碥（𡎚）摩崖造像位於四川省達州市渠縣，文物遺址年代判定為唐。2012年7月16日公佈為第八批四川省文物保護單位。
梭羅碥（𡎚）摩崖造像位於四川省達州市渠縣報恩鄉大溪村，開鑿于唐代。造像四龕，1號龕一菩薩二侍者，主尊為觀音，側立善財和龍女。2號龕一佛二侍者二武士，主尊釋迦結跏趺坐於蓮花臺上，兩側各一侍者，龕沿各刻一武士像。3號龕一菩薩二侍者，主尊為六手觀音，坐于金剛座上，六手持仙桃、月亮、大陽、青蛇、寶劍，兩側有侍從。4號龕刻兩菩薩像，削髮禿頂，身著袈裟，盤腿席地而坐。梭羅碥（𡎚）摩崖造像是渠縣境內唯一保存的唐代雕刻，為研究唐代的經濟、文化、藝術提供了實物資料，具有較高的歷史價值。1988年，梭羅碥（𡎚）摩崖造像被渠縣人民政府公佈為縣級文物保護單位。